# Åmotbrua

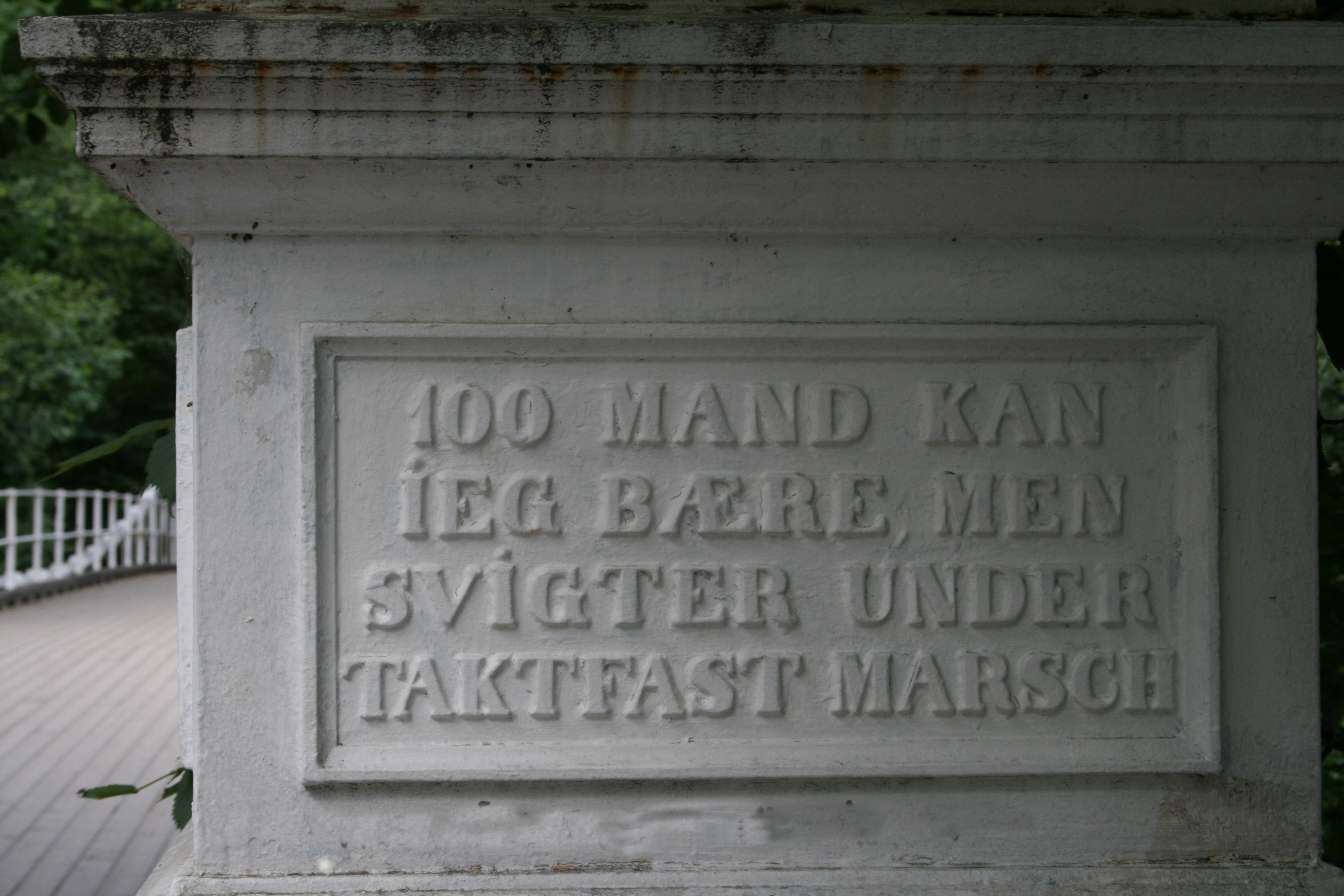
Inskriptionen

Åmotbrua är en gångbro över Akerselva på Grünerløkka i Oslo.
Bron, vars ursprungliga namn är Aamodt bru byggdes 1851–1855 över Drammenselva utanför Åmot i Modums kommun. Den var en av Norges första hängbroar. Konstruktionen är upphängd på järnkedjor smidda på Nes jernverk. Bron ersattes av en balkbro, och skänktes 1952 till Oslo kommun som 1962 placerade bron på dess nuvarande plats över Akerselva. Tanken var att den skulle markera ingången till det då planerade Norsk teknisk museum, som dock kom att byggas på annan plats.
Vid bron finns det en inskription som lyder:
«100 MAND KAN IEG BÆRE, MEN SVIGTER UNDER TAKTFAST MARSCH»